# 安波羅修號列車
安波罗修号（義大利語：Ambrosiano）是曾运行于意大利首都罗马至该国北部城市米兰间一班长途列车所使用的名称，由意大利国家铁路在1974年至1990年间开行。其命名源自米兰主教、基督教在4世纪最著名的拉丁教父之一安波罗修。列车自开行以来曾先后被纳入全欧快车及城际列车类别，直至1990年撤出服务。

## 历史
1974年5月26日，当意大利国家铁路有足够的意大利大舒适型车厢交付使用后，安波罗修号遂作为在意大利本土运营的全欧快车（TEE）类别开行。它与另一班著名的全欧快车方块七号担当同样的运行线路，但与后者采用特有的ETR300型电联车编组不同，安波罗修号采用的是由电力机车牵引的客车车厢编组。列车南行会在傍晚于米兰发车，并在晚上11点左右抵达罗马；北行列车则最初是在上午离开罗马，下午4点左右抵达米兰，其后又将发车时间延后2小时。
| 79次 | 79次 | 停靠站   | 78次 | 78次 |
| 里程 | 时刻 | 停靠站   | 时刻 | 里程 |
| ---- | ---- | -------- | ---- | ---- |
| 0    |      | 米兰     |      | 630  |
| 218  |      | 博洛尼亚 |      | 412  |
| 314  |      | 佛罗伦萨 |      | 316  |
| 630  |      | 罗马     |      | 0    |

自1987年5月31日起，安波罗修由全欧快车号转变为搭载两舱车厢等级的城际列车（IC）类别，并最终在1990年停运。

## 脚註
1. ↑  Cook 1974，第465頁.
2. ↑  Cook 1976，第71頁.
3. ↑  Cook 1987，第526-528頁.